# Léon Roques
Jean Léon Roques (Aurignac, 24 octobre 1839 - Jouy-en-Josas, 27 février 1923) est un organiste et compositeur français, célèbre pour ses transcriptions de Claude Debussy et Maurice Ravel.

## Biographie
Admis en 1854 au Conservatoire de Paris, il y est élève de Savard pour le solfège, de Bazin pour l'harmonie et accompagnement.
Organiste à Saint-Pierre de Chaillot à Paris, il composa une multitude de morceaux pour piano, des motifs sur des opéras-bouffe, entre autres, de Jacques Offenbach et de nombreux arrangements d'opéras ou pièces du boulevard du XIXe siècle.
Il est l'auteur de la musique de scène pour Le Malade imaginaire (1851), de Vénus infidèle, opérette bouffe mythologique en un acte, livre d'Alfred Poullion  (18..-1891) donnée à l'Eldorado en 1868.